# Ilnur Tufikowitsch Alschin
Ilnur Tufikowitsch Alschin (russisch Ильнур Туфикович Альшин; * 31. August 1993 in Tjumen) ist ein russischer Fußballspieler.

## Karriere
Alschin begann seine Karriere bei Nara-SchBFR Naro-Fominsk. Für die erste Mannschaft von Nara-SchBFR kam er in der Saison 2010 zu 16 Einsätzen in der Perwenstwo PFL. Nach der Saison 2010 löste sich der Drittligist auf, woraufhin er zur Saison 2011/12 in die Jugend von Spartak Moskau wechselte. Nach zwei Spielzeiten in der U-19 der Moskauer schloss er sich zur Saison 2013/14 dem Drittligisten FK Fakel Woronesch an. In seiner ersten Spielzeit absolvierte er 14 Partien in der PFL. In der Saison 2014/15 kam er zu 24 Einsätzen, mit Woronesch stieg er zu Saisonende in die Perwenstwo FNL auf. Im Juli 2015 gab er dann sein Zweitligadebüt. In seiner ersten Zweitligasaison kam er zu 29 Einsätzen, in denen er sechsmal traf.
Nach weiteren 24 torlosen Einsätzen bis zur Winterpause 2016/17 wechselte Alschin im Januar 2017 zum Ligakonkurrenten FK Tosno. Für Tosno absolvierte er bis Saisonende elf Partien in der FNL, mit dem Team stieg er zu Saisonende in die Premjer-Liga auf. Nach dem Aufstieg gab er im Juli 2017 gegen den FK Krasnodar sein Debüt in der Premjer-Liga. Dies sollte allerdings ein einziger Einsatz im Oberhaus für Tosno bleiben, im August 2017 wurde er an den Zweitligisten Awangard Kursk verliehen. Für Kursk kam er während der Leihe zu 28 Einsätzen, in denen er siebenmal traf. Nachdem sich Tosno nach Saisonende aufgelöst hatte, wurde der Angreifer zur Saison 2018/19 fest von Awangard verpflichtet.
Bis zur Winterpause jener Spielzeit absolvierte er 22 Spiele in der FNL. Im Januar 2019 zog er innerhalb der Liga weiter zum FK Tambow. Für Tambow spielte er neunmal in der FNL, mit dem Klub stieg er in die Premjer-Liga auf. Nach dem Aufstieg verließ Alschin Tambow allerdings und schloss sich zur Saison 2019/20 dem Zweitligisten Baltika Kaliningrad an. In der COVID-bedingt abgebrochenen Spielzeit 2019/20 spielte er 25 Mal in der FNL und erzielte vier Tore. In der Saison 2020/21 machte der Flügelstürmer sechs Toren in 38 Einsätzen. In der Saison 2021/22 traf er viermal in 34 Spielen.
Zur Saison 2022/23 kehrte Alschin zum mittlerweile erstklassigen Fakel Woronesch zurück.